# L'Antre de la folie (film, 1948)
Pour le film de John Carpenter sorti en 1994, voir L'Antre de la folie.
L'Antre de la folie (Behind Locked Doors) est un film américain réalisé par Oscar Boetticher  et sorti en 1948.

## Synopsis
Une journaliste, Kathy Lawrence, soupçonne que le juge Finlay Drake, recherché par la police, s'est réfugié dans un asile d'aliénés. Elle entre en contact avec un détective privé, Ross Stewart, et lui propose de s'introduire dans l'établissement. Séduit par l'aventure comme par la messagère, Stewart accepte de se faire passer pour son mari, puis de se faire interner. Il ne sait pas qu'il arrive aux portes de l'enfer…

## Fiche technique
- Titre original : Behind Locked Doors
- Réalisation :  Oscar Boetticher
- Scénario : Eugene Ling, Malvin Wald
- Direction artistique : Edward L. Ilou
- Décors : Armor Marlowe, Alexander Orenbach
- Costumes : Frances Ehren
- Photographie : Guy Roe
- Son : Leon Becker, Robert Pritchard
- Montage : Norman Colbert
- Musique : Albert Glasser
- Production : Eugene Ling
- Société de production : ARC Productions
- Société de distribution : Eagle-Lion Films
- Pays d’origine :  États-Unis
- Langue originale : anglais
- Format : noir et blanc – 35 mm – 1,37:1 – mono (RCA Sound System)
- Genre : drame
- Durée: 62 minutes
- Date de sortie :
  - États-Unis : 3 septembre 1948

## Distribution
- Lucille Bremer : Kathy Lawrence
- Richard Carlson : Ross Stewart
- Douglas Fowley : Larson
- Ralf Harolde : Fred Hopps
- Thomas Browne Henry : Dr Clifford Porter
- Herbert Heyes : Juge Finlay Drake
- Gwen Donovan : Madge Bennett
- Trevor Bardette : Mr Purvis
- Kathleen Freeman : L'infirmière
- Tor Johnson : « The Champ »
- Dickie Moore (non crédité) : Jim

## Autour du film
- Curieusement, ce film tourné en 1948 annonce, avec seize ans d'avance, le Shock Corridor de Samuel Fuller.